# Club Penguin: Catchin' Waves
Catchin' Waves ("Pegando Onda", em português) é um jogo do Club Penguin em que você usa seu pinguim para surfar. Existem quatro modos de jogar.

## Pranchas de Surf
Você pode comprar pranchas que podem ser usadas no jogo, aqui estão os nomes:
- Daisy SurfBoard: É uma prancha florida e rosada que custa 400 Moedas
- Flame SurfBoard: É uma prancha vermelha com um desenho de chama na ponta que custa 400 Moedas
- Silver SurfBoard: É uma prancha prateada  que custa 800 Moedas